# 岞岖镇
岞岖乡，是中华人民共和国河南省南阳市内乡县下辖的一个乡镇级行政单位。

## 行政区划
岞岖乡下辖以下地区：
岞岖村、红庙村、陈营村、庙湾村、青泉村、王井村、孙岗村、双堰村、魏营村、南庄村、白杨村、上庄村、店坊村、彭营村、水沟村和吴庄村。

## 中国传统村落
2012年，吴垭村被评为首批“中国传统村落”。